# 孢子囊

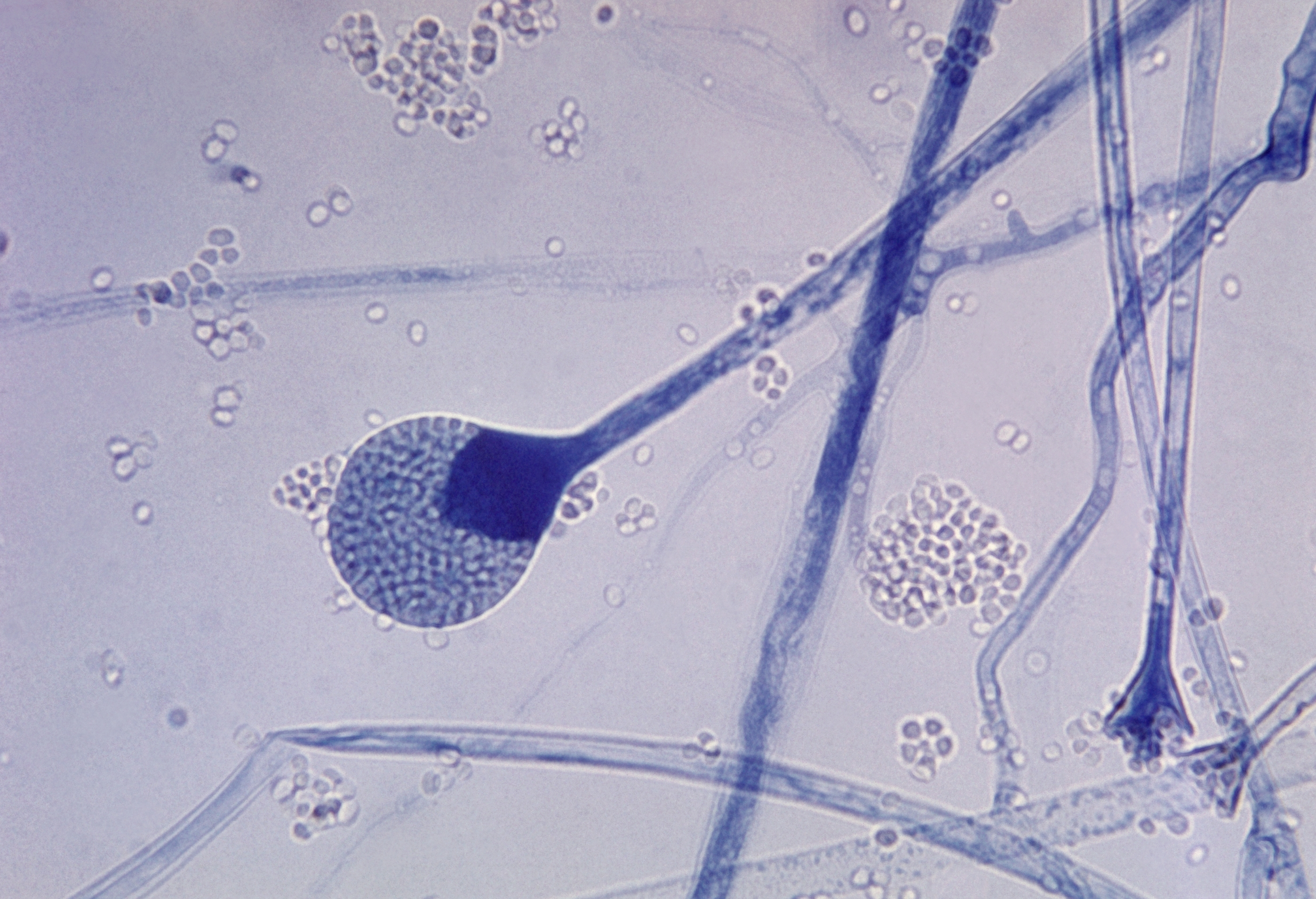
毛黴的成熟孢子囊

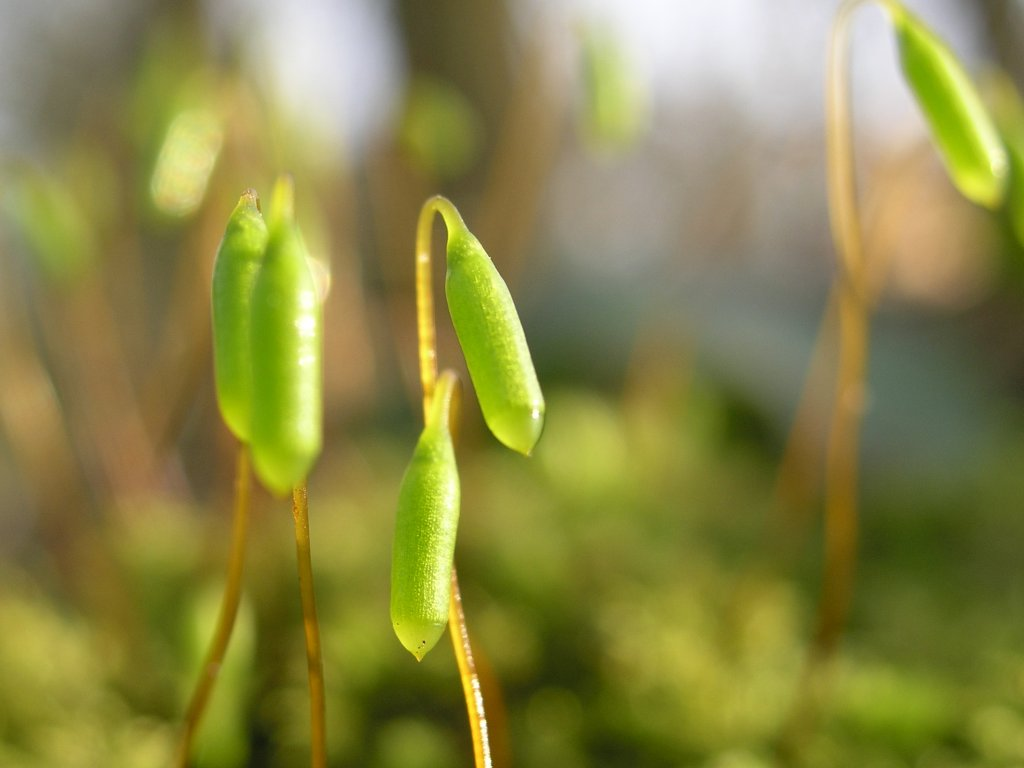
苔蘚孢子囊（筴）

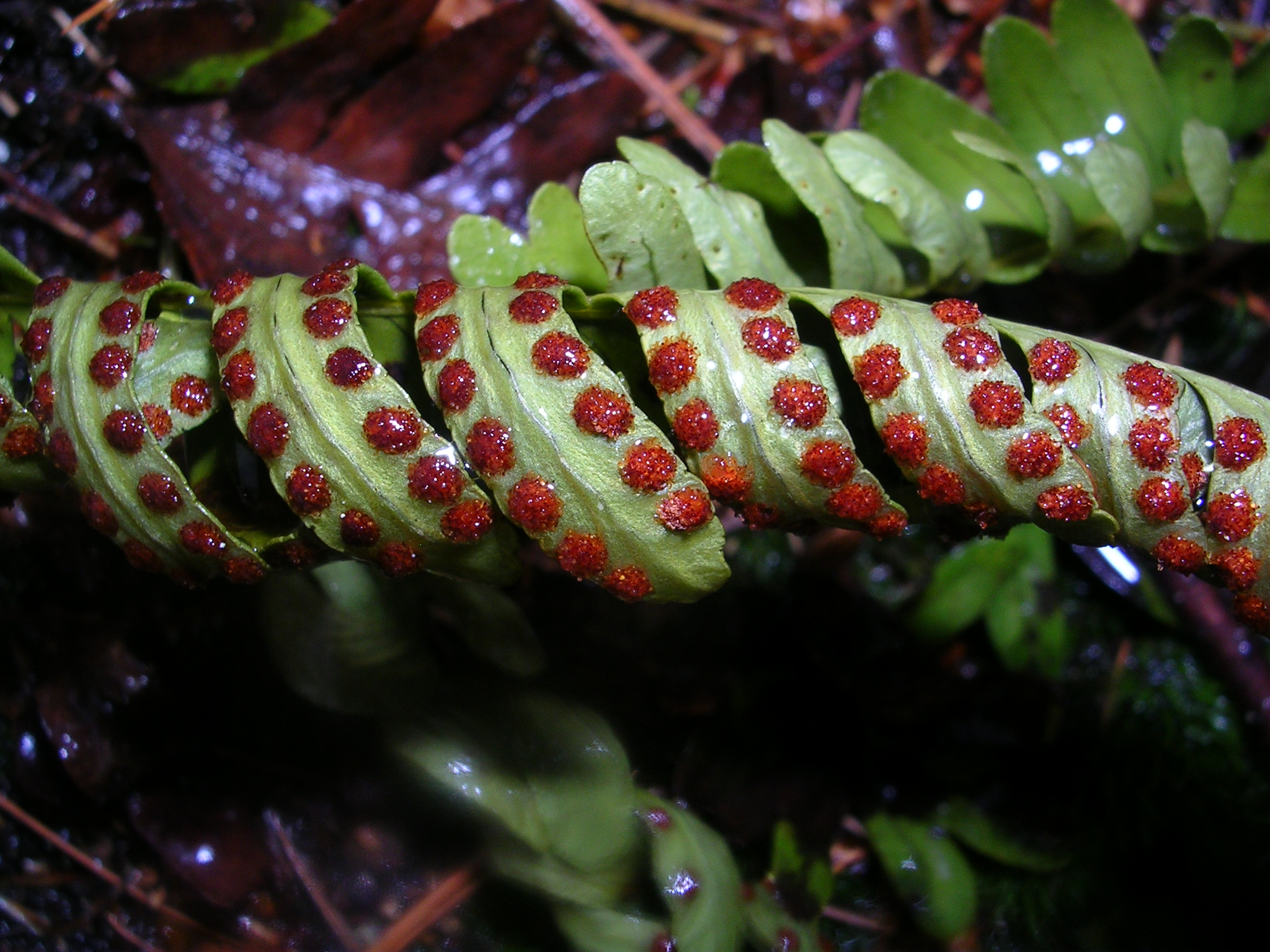
蕨葉上的孢子囊堆

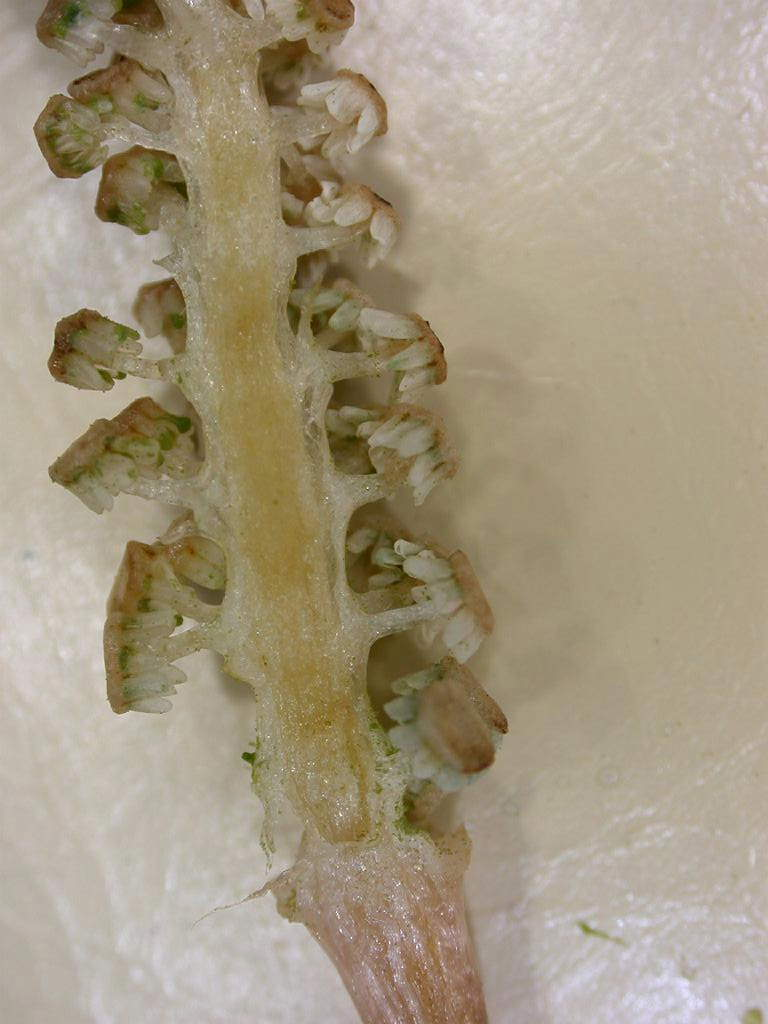
問荊毬花切開後露出的孢子囊

孢子囊是植物或真菌製造並容納孢子的組織。孢子囊會出現在被子植物門、裸子植物門、蕨類植物門、蕨類相關、苔蘚植物、藻類和真菌等生物上頭。
小孢子囊是花朵雄蕊上被稱做花葯，以及雄毬果小孢子葉上產生花粉的部份。
大孢子囊是此類植物相對的「雌性」部份，分別為花朵的心皮及大孢子囊毬果。
在蕨類植物上，成熟的植物是孢子體，並會在所以或只有某些葉子（稱之為繁殖葉）上產生帶有有性孢子的孢子囊。這此孢子會在葉子的下端。
在苔蘚上，其孢子囊則是長在細莖上，並如蕨類植物一般會產生有性孢子。此一孢子體（雙倍體）的孢子囊是從卵受精後的配子體（單倍體）頸卵器長成出來的。孢子囊起初會有一些葉綠素，但之後便會轉變為棕色，並改由依靠配子體提供其養分。孢子囊會從莖部基部，依附著頸卵器組織的地方吸收養分。
因其發育的不同，孢子囊在維管植物中可分成厚孢子囊和薄孢子囊兩種。薄孢子囊只出現在蕨類植物中，一開始只有一個細胞，並由此細胞發展成莖、壁和孢子囊內的孢子。每個薄孢子囊內有64個左右的孢子。厚孢子囊出現在所有的其他維管植物和一些原始蕨類中，一開始是一層細胞（多於一個細胞）。厚孢子囊較大（因此有較多孢子），且有多層的壁。雖然這些壁可能會伸展及損傷，導致最後只剩一層壁還殘留著。
一群孢子囊可能在發展中聚合在一起，稱之為聚合囊。此一結構在松葉蕨屬和如天星蕨屬、單蕨屬及合囊蕨屬等合囊蕨綱中是很顯著的特徵。

## 另見
- 頸卵器
- 精子器
- 芽孢